# Ceratina vernoniae
Ceratina vernoniae là một loài Hymenoptera trong họ Apidae. Loài này được Schrottky mô tả khoa học năm 1920.